# فيكتور سانييف
فيكتور سانييف (الروسية: Ви́ктор Дани́лович Сане́ев) هو لاعب أولمبي لرياضة ألعاب القوى من الاتحاد السوفييتي. شارك في الأولمبياد الصيفي في 1968–1980، وفاز بما مجموعه 4 ميداليات.

## الميداليات
| ذهب | فضة | برونز | المجموع |
| 3   | 1   | 0     | 4       |

## روابط خارجية
- فيكتور سانييف على موقع الاتحاد الدولي لألعاب القوى (الإنجليزية)
- فيكتور سانييف على موقع الاتحاد الأوروبي لألعاب القوى (الإنجليزية)
- فيكتور سانييف على موقع اللجنة الأولمبية الدولية (الإنجليزية)
- فيكتور سانييف على موقع أوليمبيديا (الإنجليزية)